# 1992-es U21-es labdarúgó-Európa-bajnokság
Az 1992-es U21-es labdarúgó-Európa-bajnokság a nyolcadik ilyen jellegű labdarúgó-torna volt ebben a korosztályban, melyet 1992. március 10. és június 3. között rendeztek meg. Az Európa-bajnoki címet Olaszország szerezte meg.
A sorozatban induló 32 válogatottat 8 csoportba sorsolták. A csoportgyőztesek továbbjutottak és negyeddöntők keretein belül összesorsolták őket. Itt oda-visszavágós alapon dőlt el a továbbjutás. A tornának nem volt kijelölt házigazdája.

## Egyenes kieséses szakasz
|  | Negyeddöntők      | Negyeddöntők      | Negyeddöntők | Negyeddöntők | Negyeddöntők |   |            | Elődöntők  | Elődöntők | Elődöntők | Elődöntők | Elődöntők |  |  | Döntő | Döntő | Döntő | Döntő | Döntő |  |
|  |                   |                   |              |              |              |   |            |            |           |           |           |           |  |  |       |       |       |       |       |  |
|  | Németország       | Németország       | 1            | 3            | 4            |   |            |            |           |           |           |           |  |  |       |       |       |       |       |  |
|  | Németország       | Németország       | 1            | 3            | 4            |   |            |            |           |           |           |           |  |  |       |       |       |       |       |  |
|  | Skócia            | Skócia            | 1            | 4            | 5            |   |            |            |           |           |           |           |  |  |       |       |       |       |       |  |
|  | Skócia            | Skócia            | 1            | 4            | 5            |   | Skócia     | Skócia     | 0         | 0         | 0         |           |  |  |       |       |       |       |       |  |
|  |                   |                   |              |              |              |   | Skócia     | Skócia     | 0         | 0         | 0         |           |  |  |       |       |       |       |       |  |
|  |                   |                   | Svédország   | Svédország   | 0            | 1 | 1          |            |           |           |           |           |  |  |       |       |       |       |       |  |
|  | Hollandia         | Hollandia         | Svédország   | Svédország   | 0            | 1 | 1          | 2          | 0         | 2         |           |           |  |  |       |       |       |       |       |  |
|  | Hollandia         | Hollandia         |              |              |              |   |            |            |           | 2         |           |           |  |  |       |       |       |       |       |  |
|  | Svédország (i.g.) | Svédország (i.g.) | 1            | 1            | 2            |   |            |            |           |           |           |           |  |  |       |       |       |       |       |  |
|  | Svédország (i.g.) | Svédország (i.g.) | 1            | 1            | 2            |   | Svédország | Svédország | 0         | 1         | 1         |           |  |  |       |       |       |       |       |  |
|  |                   |                   |              |              |              |   |            |            |           |           |           |           |  |  |       |       |       |       |       |  |
|  |                   |                   | Olaszország  | Olaszország  | 2            | 0 | 2          |            |           |           |           |           |  |  |       |       |       |       |       |  |
|  | Dánia             | Dánia             | Olaszország  | Olaszország  | 2            | 0 | 2          | 5          | 1         | 6         |           |           |  |  |       |       |       |       |       |  |
|  | Dánia             | Dánia             |              |              |              |   |            |            |           | 6         |           |           |  |  |       |       |       |       |       |  |
|  | Lengyelország     | Lengyelország     | 0            | 1            | 1            |   |            |            |           |           |           |           |  |  |       |       |       |       |       |  |
|  | Lengyelország     | Lengyelország     | 0            | 1            | 1            |   | Dánia      | Dánia      | 0         | 0         | 0         |           |  |  |       |       |       |       |       |  |
|  |                   |                   |              |              |              |   | Dánia      | Dánia      | 0         | 0         | 0         |           |  |  |       |       |       |       |       |  |
|  |                   |                   | Olaszország  | Olaszország  | 1            | 2 | 3          |            |           |           |           |           |  |  |       |       |       |       |       |  |
|  | Csehszlovákia     | Csehszlovákia     | Olaszország  | Olaszország  | 1            | 2 | 3          | 1          | 0         | 1         |           |           |  |  |       |       |       |       |       |  |
|  | Csehszlovákia     | Csehszlovákia     |              |              |              |   |            |            |           | 1         |           |           |  |  |       |       |       |       |       |  |
|  | Olaszország       | Olaszország       | 2            | 2            | 4            |   |            |            |           |           |           |           |  |  |       |       |       |       |       |  |

## Negyeddöntők
1992. március 10. és március 25. között rendezték a negyeddöntő mérkőzéseit.
| 1. csapat     | Össz. | 2. csapat     | 1. mérk. | 2. mérk. |
| ------------- | ----- | ------------- | -------- | -------- |
| Dánia         | 6–1   | Lengyelország | 5–0      | 1–1      |
| Csehszlovákia | 1–4   | Olaszország   | 1–2      | 0–2      |
| Németország   | 4–5   | Skócia        | 1–1      | 3–4      |
| Hollandia     | 2–2 i | Svédország    | 2–1      | 0–1      |

| 1992. március 11. |

| Dánia                                      | 5–0   | Lengyelország |
| ------------------------------------------ | ----- | ------------- |
| Frandsen 11' Molnar 22' 28' Møller 24' 40' | (5–0) |               |

| Aalborg |

| 1992. március 11. |

| Csehszlovákia | 1–2   | Olaszország   |
| ------------- | ----- | ------------- |
| Nečas 85'     | (0–1) | Melli 10' 53' |

| Nagyszombat |

| 1992. március 10. |

| Németország  | 1–1   | Skócia      |
| ------------ | ----- | ----------- |
| Schmäler 38' | (1–1) | O'Neill 31' |

| Bochum |

| 1992. március 11. |

| Hollandia             | 2–1   | Svédország |
| --------------------- | ----- | ---------- |
| Roest 23' Taument 54' | (1–1) | Fursth 25' |

| Utrecht |

### Visszavágók
| 1992. március 25. |

| Lengyelország | 1–1   | Dánia        |
| ------------- | ----- | ------------ |
| Juskowiak 76' | (0–1) | Andersen 29' |

| Zabrze |

| 1992. március 25. |

| Olaszország                | 2–0   | Csehszlovákia |
| -------------------------- | ----- | ------------- |
| Luzardi 39' Bertarelli 43' | (2–0) |               |

| Perugia |

| 1992. március 23. |

| Skócia                                       | 4–3   | Németország                      |
| -------------------------------------------- | ----- | -------------------------------- |
| McKinnon 42' Creaney 69' Lambert 78' Rae 87' | (1–2) | Kranz 9' Scholl 40' Herrlich 59' |

| Aberdeen |

| 1992. március 25. |

| Svédország  | 1–0   | Hollandia |
| ----------- | ----- | --------- |
| Simpson 75' | (0–0) |           |

| Växjö |

## Elődöntők
1992. április 9. és április 25. között rendezték az elődöntő mérkőzéseit.
| 1. csapat | Össz. | 2. csapat   | 1. mérk. | 2. mérk. |
| --------- | ----- | ----------- | -------- | -------- |
| Dánia     | 0–3   | Olaszország | 0–1      | 0–2      |
| Skócia    | 0–1   | Svédország  | 0–0      | 0–1      |

| 1992. április 9. |

| Dánia | 0–1   | Olaszország |
| ----- | ----- | ----------- |
|       | (0–1) | Buso 20'    |

| Aalborg |

| 1992. április 22. |

| Skócia | 0–0 | Svédország |
| ------ | --- | ---------- |
|        |     |            |

| Aberdeen |

### Visszavágók
| 1992. április 22. |

| Olaszország        | 2–0   | Dánia |
| ------------------ | ----- | ----- |
| Buso 54' Muzzi 79' | (0–0) |       |

| Perugia |

| 1992. április 29. |

| Svédország  | 1–0   | Skócia |
| ----------- | ----- | ------ |
| Rödlund 81' | (0–0) |        |

| Örebro |

## Döntő
1992. május 28-án és június 3-án rendezték a döntő mérkőzéseit.
| 1. csapat   | Össz. | 2. csapat  | 1. mérk. | 2. mérk. |
| ----------- | ----- | ---------- | -------- | -------- |
| Olaszország | 2–1   | Svédország | 2–0      | 0–1      |

| 1992. május 28. |

| Olaszország        | 2–0   | Svédország |
| ------------------ | ----- | ---------- |
| Buso 71' Sordo 80' | (0–0) |            |

| Ferrara Nézőszám: 18 000 Játékvezető: van der Ende (holland) |

| 1992. június 3. |

| Svédország  | 1–0   | Olaszország |
| ----------- | ----- | ----------- |
| Simpson 56' | (0–0) |             |

| Växjö Nézőszám: 6 172 Játékvezető: McGinlay (skót) |

| Az 1992-es U21-es labdarúgó-Európa-bajnokság győztese |
| ----------------------------------------------------- |
| OLASZORSZÁG 1. cím                                    |